# 肖红娟
肖红娟（1967年—），湖北云梦人，汉族，中华人民共和国政治人物、第十一届全国人民代表大会湖北地区代表。
毕业于华中师范大学心理学专业。担任黄冈市政协副主席。2008年起担任全国人大代表。